# Castillet
Le Castillet ou Castellet (en catalan) est un monument de la ville de Perpignan qui fut tour à tour porte de la ville et prison d'État. Aujourd'hui il abrite le Musée catalan des arts et tradition populaires. Il fut également appelé à certaines époques Baluard ou Bastilla.
Le Castillet comprend trois parties, à savoir :
- le Castillet proprement dit ou Grand Castillet, construit vers 1368 pour défendre la porte neuve ouverte à ce moment dans l’enceinte de la ville ;
- la porte Notre-Dame ou Petit Castillet, accolée au flanc Est de la construction précédente et qui date de 1481-1485 ;
- le bastion polygonal, établi en 1542 en avant du Grand Castillet pour en couvrir les approches.

Il est considéré comme un monument archéologique de la plus grande importance pour l’histoire de la ville, et constitue un type d’architecture militaire unique en son genre. Il est de plus décoratif avec son couronnement de crénelages, de consoles et de tourelles de style mauresque.

## Historique
Le Grand Castillet est construit vers 1368 par le maître d'œuvre Guillaume Gatard sur ordre de l'Infant Jean d'Aragon, pour remplacer la porte dite du Vernet qui permettait de traverser les remparts et de faire communiquer la ville avec le faubourg. Le nouveau passage comportait un pont-levis qui n’existe plus. La construction massive du bâtiment était celle d’un château fort défensif pour résister à toute offensive venant du nord.
L’occupation éphémère du Roussillon par Louis XI permet d’en changer la destination. La forteresse était devenue inutile puisque tout conflit avec la France était terminé et l’on en fait alors une prison d’État. Les fenêtres sont garnies de grillages en fer, le passage du pont-levis est supprimé. Cependant, il fallait assurer une issue de la ville vers le Vernet et l’on juxtaposa le Petit Castillet à la primitive bâtisse en 1478. C'est le Portal de Nostra Dona del Pont ou Porte de Notre-Dame du Pont.
En 1542, Charles Quint fait couvrir le Castillet au nord au moyen d’un bastion polygonal dont la pointe et l’échauguette s’avançaient vers la Basse (rivière située au nord). Les ouvriers utilisèrent les matériaux provenant de la Chapelle Notre-Dame du Pont qui fut démolie (ainsi que les maisons du faubourg) pour des raisons stratégiques. À la suite de la destruction de cette chapelle on plaça le Castillet sous la protection de Nostra Dona del Pont et la statue de la Vierge qui l'ornait prit place dans la chapelle. Par la suite, la statue fut placée sur la façade dans une simple niche pratiquée dans le mur (la niche concave, visible de nos jours, ornée d'un encadrement gothique date de 1864).
Vauban fait renforcer le bastion polygonal de Charles Quint et remet le Castillet en état de défense. Au cours de ce siècle on construisit également le Corps de garde. Il s'agissait d'une bâtisse assez simple (démolie en 1843), située côté sud au rez-de-chaussée et couverte de tuiles. Elle servait comme son nom l'indique de lieu de vie au Corps de garde. Une cour longeant le mur du Castillet permettait d'accéder à la porte du monument.
En 1904, on démolit une grande partie de l'enceinte fortifiée de Perpignan sauf le Castillet. Les béquilles qui le reliaient aux remparts disparurent et le bastion et son échauguette furent dynamités.
Au XXe siècle, le Castillet abrita les archives municipales de ville de Perpignan. De nos jours, il abrite le Musée catalan des arts et traditions populaires.

## La construction

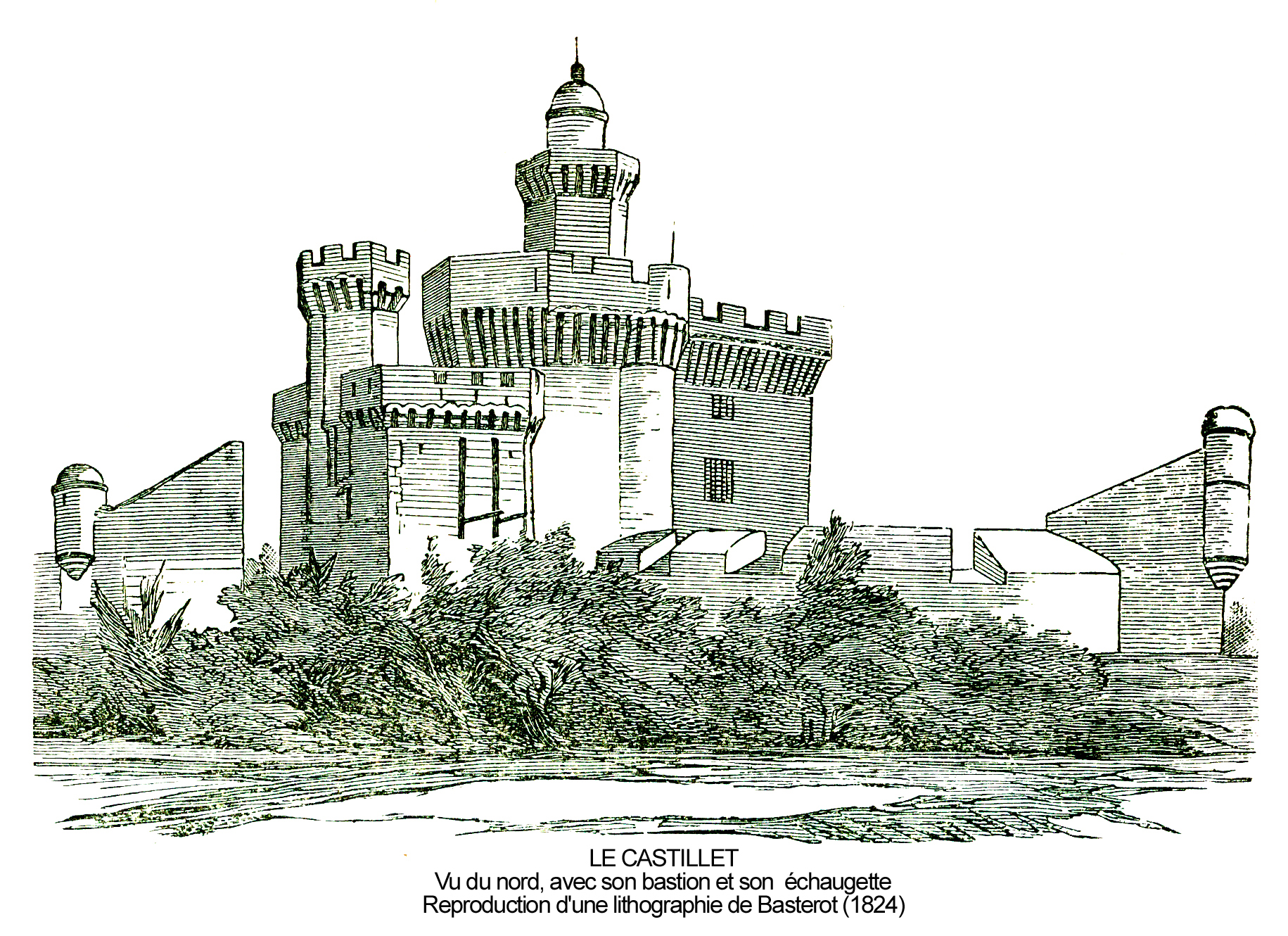
Le Castillet vu du nord en 1824 avec son bastion et son échauguette

Les maçons aux XIVe et XVe siècles à Perpignan, utilisaient les galets tirés de la rivière et la brique, mais les constructions militaires étaient faites exclusivement en briques. Le ciment quant à lui était un amalgame de chaux et de briques pilées (le terbol), très adhérent et résistant.
Le Grand Castillet mesure 31 mètres de longueur et le Petit huit mètres. La hauteur des parapets du crénelage est de 20 mètres au-dessus du sol et celle du faîte de la tourelle de 29,20 mètres. L’épaisseur des murs est de 3,50 mètres à la base, de 2,80 mètres au deuxième étage et de 1,60 mètre au troisième. Un escalier en spirale d’un diamètre de 2,77 mètres dessert le Grand Castillet. Un second escalier en colimaçon a été pratiqué dans l’épaisseur du mur entre le Grand et le Petit Castillet. Ils permettent l’un et l’autre d’accéder à la terrasse.

## La prison d'État
Le Castillet, prison d'État, recueillit les délinquants de droit commun et les soldats détenus. Un document établi par un officier du Génie au XVIIe siècle (Archives historiques du fort de Vincennes) indique comme suit la disposition des locaux[réf. nécessaire] :
- Grand Castillet : en sous-sol le « cachot blanc ». Au premier étage la chambre du Gouverneur (occupé dans les années soixante par les Archives Municipales). Au deuxième étage la chambre « où sont les fanatiques » et la chambre « où l'on donne la question » avec les instruments de supplice.
- Petit Castillet : En sous-sol le « cachot noir ». Au premier étage la chambre dite des « galériens ». Au deuxième étage la chambre « où l'on enferme les soldats » et la chapelle. Au troisième étage la chambre « où l'on enferme les femmes ». Les prisonniers sont conduits, pour leur promenade, tout en haut sur la terrasse dallée de pierres.
- Le Corps de garde : pour servir le Corps de garde.

Bien que classé monument historique en 1889, le Castillet sert de prison pendant encore quelques années. Six prisonniers parviennent même à s'en évader en 1892.

## L'énigme de l'enfant du Castillet
En 1948, Louis Xaragai prend possession de son poste de bibliothécaire municipal au Castillet. Dès son arrivée, il est intrigué par une fenêtre encadrée de pierres blanches, qui avait dû être jadis grillagée mais qui était maintenant bouchée. Il alerte des maçons pour dégager cette ouverture et savoir quel était là-haut l'état des lieux (la dite fenêtre se trouve dans le mur du Petit Castillet, à gauche de la statue de la Vierge). On se trouve dans un réduit, mesurant trois mètres de long, quatre-vingts centimètres de large et de deux mètres de haut, fermé par une porte en bois doublée de lames de fer. On y découvre le squelette d'un enfant : son corps allongé reposait sur un terreau de soixante centimètres. Il devait être habillé lorsqu'on l'y déposa, car il portait des chaussures de cuir. On recueillit des ossements, des lambeaux d'étoffe, le bout d'une chaussure, des os d'animaux (restes d'un repas), une assiette de l'époque Louis XVI, croit-on, et une moitié de cruche. L'énigme était posée et diverses hypothèses furent envisagées comme la plus folle qui avançait qu'il s'agissait de Louis XVII. Le Dauphin aurait été confié à des commissaires chargés par la Convention nationale de conclure la paix avec l'Espagne, qui exigeait comme condition préalable la remise de l'enfant. Décédé pendant les négociations, il aurait été inhumé en secret au Castillet. Après étude, il apparut que l'enfant martyr ne fut enfermé dans sa geôle qu'à la fin du XIXe siècle. Mais son origine reste mystérieuse.

Vue du centre-ville de Perpignan, le 29 juillet 2008. À gauche, la place de la Résistance, lieu de jonction du boulevard Georges Clemenceau et du boulevard Wilson. Au centre droit, le Castillet (El Castellet). La rivière la Basse, petit affluent du fleuve côtier la Têt est longée par le quai Sadi Carnot (à gauche) où se trouvent la préfecture et le conseil général, et à droite le quai Vauban et ses commerces.

## Musée catalan des arts et traditions populaires
Le Musée Catalan des Arts et Traditions Populaires de Perpignan, ou appelé Casa Pairal (maison des ancêtres en catalan), se tient au deuxième étage du donjon du Castillet. Ce musée ethnographique fait exposition du patrimoine culturel catalan.

### Historique
En 1914, la Société d'Archéologie et de l'Histoire du Roussillon propose de créer un musée d'antiquités roussillonnaises rassemblant une grande collection d'objets en tout genre. Après la Première Guerre mondiale, à partir de 1927, la Colla del Rossello fait appel aux dons auprès de tous ceux qui possèdent des vestiges du passé, comme des coiffes catalanes, châles, pièces de costume catalan, etc.
La première exposition se tient le 18 mai 1941 sous le nom de Musée du Roussillon. Cette collection fut établie par Horace Chauvet et Charles Daliès.
Après la dissolution de la Colla del Rossello, les pièces de la collection sont léguées à la Société Agricole Scientifique et Littéraire du département en 1945, ce qui ne manquera pas d'attirer l'attention de Georges Henri Rivière, directeur du musée des arts et traditions populaires de Paris.

## Dans la culture populaire

### Littérature
- Kamash, Wan & Ted : Main Basse sur le Castillet, Pia, Oxymoron Éditions, 2014, 262 p. (ISBN 978-2-919564-33-0, lire en ligne)